# Fuťienský bílý jeřáb

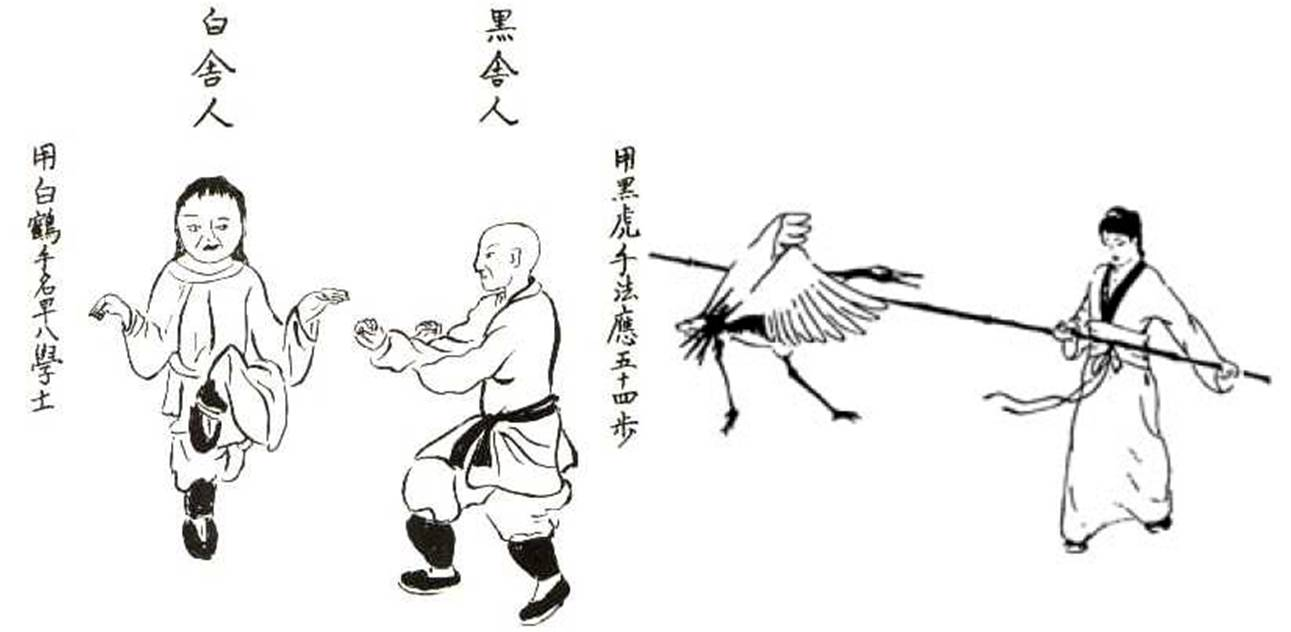
Pěst Bílého jeřába

Fuťienský bílý jeřáb (čínsky v českém přepisu paj che čchüan, pchin-jinem bái hè quán, znaky zjednodušené 白鹤拳, tradiční 白鶴拳; česky „pěst bílého jeřába“) je čínské bojové umění. Pochází z provincie Fu-ťien, kde jej podle ústního předání založila Fang Čchi-niang v 18. století. Zaměřuje se na boj na blízko při použití rukou a jeho pohyby napodobují ptačí klovnutí a máchání křídly. Bílý jeřáb dává přednost vyhnutí se útoku před jeho blokováním a jeho vlastní útoky směřují na zranitelné části těla. Některé styly obsahují i boj s tradičními čínskými zbraněmi.
Během doby vzniklo pět stylů fu-ťienského bílého jeřába:
1. spící bílý jeřáb (宿鶴拳/ sù hè quán / su che čchüan)
2. křičící bílý jeřáb (鳴鶴拳/ míng hè quán / ming che čchüan)
3. krmící se bílý jeřáb (食鶴拳 / shí hè quán / š' che čchüan)
4. letící bílý jeřáb (飛鶴拳 / fēi hè quán / fej che čchüan)
5. klepající se bílý jeřáb (縱鶴拳 / zong hè quán / cung che čchüan)

Křičícího bílého jeřába studoval v Číně Higaonna Kanrjó, zakladatel okinawského bojového umění naha-te, předchůdce školy karate gódžú rjú.